# Septimanië
Septimanië is een historische landstreek in Zuid-Frankrijk, tussen Carcassonne, Nîmes en Perpignan; de grenzen volgden grofweg die van de Romeinse provincie Gallia Narbonensis en van de voormalige regio Languedoc-Roussillon (met uitzondering van het departement Lozère en het noordelijke deel van het departement Gard). De naam Septimanië ("Zevenland") werd overigens pas door de Visigoten gebruikt. De naam is afgeleid van het Romeinse Zevende Legioen dat hier voorheen gelegerd was, óf van de zeven bisdommen waaruit de streek bestond: Elne, Narbonne, Béziers, Agde, Lodève, Maguelone en Nîmes.

## Visigoten (418-721)

### Vestiging in Septimanië
In 408 verklaarden Alarik I en zijn Visigoten de oorlog aan het Romeinse Rijk. De Visigoten of Westgoten waren een van oorsprong Oost-Germaans volk. Twee jaar later nam hij Rome in. Enkele jaren later stond de Romeinse keizer Honorius de Visigoten toe zich in de provincie Aquitania te vestigen. In 418 werd Tolosa (het huidige Toulouse) de eerste hoofdstad van het Visigotische koninkrijk. Naarmate de Romeinse infrastructuur verder instortte en daarmee de invloed van Rome steeds kleiner werd, verspreidden de Visigoten zich over grotere delen van Gallië. Zo werden ook Gallia Narbonensis en het zuidelijk deel van Gallië ingenomen.

### Onafhankelijkheid

Het rijk van de Visigoten omstreeks het jaar 500

De tweede grote koning der Visigoten, Eurik, verenigde de verschillende ruziënde stammen der Visigoten en dwong in 475 de volledige onafhankelijkheid af bij het Romeinse bestuur. Ten tijde van zijn dood vormden de Visigoten het machtigste rijk in West-Europa. Rond het jaar 500 bereikte hun koninkrijk zijn grootste omvang. Hieraan zou echter spoedig een einde komen.

### Laatste Visigotische bolwerk

Septimanië in 537

Onder de opvolger van Eurik, Alarik II raakte het volk in oorlog met de Franken. Onder aanvoering van hun koning Clovis vielen grote delen van het Visigotisch koninkrijk in Frankische handen. Na de overwinning op de Visigoten in de slag bij Vouillé in 507, trok Clovis zuidwaarts en bereikte Bordeaux. Hij wilde de Middellandse Zee bereiken, maar allerhande moeilijkheden en hitte dwongen hem naar het noorden terug te keren. Septimanië was het enige deel van Gallië dat na 507, in Visigotische handen bleef, ondanks belegering van Carcassonne, Nîmes en Arles door de Bourgondiërs (als bondgenoten van de Franken). Arles werd na de ontzetting van de belegering door de Ostrogoten (Oostgoten) uit Italië die de Visigoten ter hulp waren geschoten, samen met Avignon toegevoegd aan het grondgebied van de Ostrogotische koning Theoderik de Grote van Italië. Septimanië was het laatste bolwerk van het Visigotische koninkrijk en bleef nog twee eeuwen bestaan.

## Moren (721 - 760)
Na de Moorse invasie in het jaar 711 veroverden de Moren snel vrijwel het gehele Iberisch Schiereiland en vanaf het jaar 721 werd ook Septimanië door de Moren overrompeld, waarbij het ze voornamelijk om het strategisch belang van de haven van Narbonne ging. Onder Moors gezag hadden de Visigoten een grote mate van zelfbeschikking en vochten zij met de Moren tegen de optrekkende Franken. Toen de kalief van Córdoba de macht probeerde over te nemen, keerden de Moren zich tegen hem en vochten aan de kant van de Franken. Zij werden uiteindelijk vanaf 760 weer door de Franken onder Pepijn de Korte verdreven.

## Frankische rijk

### Herindeling onder de Franken
Karel de Grote voegde de streek toe aan de Spaanse Mark, die zich tot aan de Ebro uitstrekte. In 865 werd de Spaanse Mark weer in twee delen gesplitst, het graafschap Barcelona in het zuiden en het markgraafschap Gotië in het noorden. De grenzen van Gotië kwamen overeen met die van Septimanië, met uitzondering van Roussillon, dat onder het graafschap Barcelona viel. De bisschopszetel van Elne, dat in Roussillon ligt, werd hierna verplaatst naar Uzès.
In de negende eeuw kreeg de streek de naam hertogdom van Narbonne, een titel die door vererving door de graaf van Toulouse gevoerd mocht worden. De werkelijke macht lag echter bij de lokale leenmannen.
In 843 werd het Frankische Rijk gesplitst en kwam de streek in het West-Frankische Rijk te liggen. In 887/888 werd de splitsing van het Frankische Rijk definitief. Het West-Frankische Rijk zou in de tiende eeuw evolueren tot het Koninkrijk Frankrijk, waarvan Septimanië als deel van het semi-zelfstandige graafschap Toulouse deel van bleef uitmaken.

## Frankrijk

### Onderdeel van Languedoc
Nadat het graafschap Toulouse in de dertiende eeuw aan de Franse troon was toegekomen, was het gedaan met de relatieve zelfstandigheid. Wel bleef het graafschap als streek onder de naam Languedoc, met een eigen parlement, nog een zekere mate van zelfbeschikkingsrecht houden. Hieraan kwam in 1632 een eind na de opstand van de gouverneur van Languedoc, de hertog van Montmorency, toen kardinaal de Richelieu de invloed van het Franse hof herstelde door de gouverneurs voortaan in Versailles te houden.

### Roussillon en een nieuwe regio
Roussillon, dat voor de Frankische herschikking deel was geweest van Septimanië, kwam na de Vrede van de Pyreneeën in 1659 weer in Franse handen. Na de Franse Revolutie werd Frankrijk opgedeeld in regio's, waarbij Languedoc en Roussillon samengevoegd werden en min of meer weer de oude grenzen van het oude Septimanië werden bereikt.

### Herinvoering naamSeptimanië/Occitanië
De in 2004 gekozen president van de regio, Georges Frêche, stelde na zijn verkiezing voor de oude benaming Septimanië voor de regio in te voeren om de eenheid van de regio te benadrukken. Dit leidde tot grote onvrede onder de bewoners van Roussillon, die bang waren hun Catalaanse identiteit te verliezen. Van 865 tot 1659 was Roussillon immers afgescheiden geweest van de Languedoc. Desondanks vond de naam Septimanie in de Languedoc enige opgang tot de samenvoeging van de regio’s Languedoc-Roussillon en Midi-Pyrénées in 2016; voor de nieuwe regio is de naam Occitanië gekozen door de regionale raad; die naam is inmiddels goedgekeurd door de Franse regering en Raad van State en kreeg op 30 september 2016 kracht van wet.